# Bacău (županija)
Bacău (IPA: [ba.'kəu]) županija nalazi se u istočnoj Rumunjskoj,u povjesnoj pokrajini Moldaviji. Glavni grad županije je Bacău.

## Demografija
Po popisu stanovništva iz 2002. godine u županiji Bacău živi 706.623 stanovnika, dok je prosječna gustoća naseljenosti 113 stan/km².
Etnička pripadnost:
- Rumunji - preko 90%
- Mađari/Csángós - 0,7%
- Romi.

Po popisu stanovništva iz 2002. godine 5.100 stanovnika izjasnilo se kao Csángó/Mađari. Prema nekim procjenama Csángó/Mađara ima oko 70.000.
| Godina | Ukupno stanovnika |
| ------ | ----------------- |
| 1948.  | 414.996           |
| 1956.  | 507.937           |
| 1966   | 598.321           |
| 1977.  | 667.791           |
| 1992.  | 737.512           |
| 2002.  | 706.623           |

## Zemljopis
Bacău županija ima ukupno površinu od 6.621 km2.
Na zapadnom dijelu županije su Karpati. Glavne rijeke su Oituz i Trotuş. Kroz županiju idu važni putevi koji povezuju Moldaviju i Transilvaniju.

#### Susjedne županije
- Vaslui (županija) na istoku.
- Harghita (županija) i Covasna (županija) na zapadu.
- Neamţ (županija) na sjeveru.
- Vrancea (županija) na jugu.

## Gospodarstvo
Županija Bacău je bila jedna od najvažnijih industrijskih regija u komunističkoj Rumunjskoj. Postoje dvije rafinerije nafte u Oneşti i Dărmăneşti. Nakon pada komunističkoga režima velike tvornice odlaze u stečaj.
Glavne gospodarske grane u županiji su:
- naftna industrija
- prehrambena industrija
- drvna industrija
- tekstilna industrija

U županiji Bacău postoje važne rezerve nafte i soli, te rudnici ugljena.

## Poznate osobe
- Gabriela Adameşteanu
- Vasile Alecsandri
- George Bacovia
- Raluca Belciu
- Radu Beligan
- Nadia Comaneci
- Loredana Groza
- Alexandru Piru
- Ion Rotaru
- Marcus Solomon
- Ion Talianu
- Tristan Tzara
- Gabriela Vrânceanu Firea

## Administrativna podjela
Bacău županija podjeljena je na tri municipije, pet gradova i 85 općina.

### Municipiji
- Bacău
- Oneşti
- Moineşti

### Gradovi
- Comăneşti
- Buhuşi
- Dărmăneşti
- Târgu Ocna
- Slănic Moldova

### Općine
| - Agăş - Ardeoani - Asău - Balcani - Bereşti-Bistriţa - Bereşti-Tazlău - Berzunţi - Bârsăneşti - Blăgeşti - Bogdăneşti - Brusturoasa - Buciumi - Buhoci - Caşin - Căiuţi | - Cleja - Coloneşti - Corbasca - Coţofăneşti - Dămieneşti - Dealu Morii - Dofteana - Faraoani - Filipeni - Filipeşti - Găiceana - Ghimeş-Făget - Gârleni - Glăvăneşti - Gioseni | - Gura Văii - Helegiu - Hemeiuş - Huruieşti - Horgeşti - Izvoru Berheciului - Itesti - Letea Veche - Lipova - Livezi - Luizi-Călugăra - Măgireşti - Măgura - Mănăstirea Caşin - Mărgineni | - Motoşeni - Negri - Nicolae Bălcescu - Odobeşti - Oituz - Onceşti - Orbeni - Palanca - Parava - Pânceşti - Parincea - Pârgăreşti - Pârjol - Plopana - Podu Turcului | - Poduri - Prăjeşti - Racova - Răcăciuni - Răchitoasa - Roşiori - Sascut - Sănduleni - Sărata - Săuceşti - Scorţeni - Secuieni - Solonţ - Stănişeşti - Strugari | - Ştefan cel Mare - Tamaşi - Tătărăşti - Târgu Trotuş - Traian - Ungureni - Urecheşti - Valea Seacă - Vultureni - Zemeş |